# MTV Unplugged (álbum de Santa Sabina)
MTV Unplugged es el segundo álbum en vivo de la banda mexicana Santa Sabina. Fue grabado en los Estudio de MTV en Miami, Florida el 2 de abril de 1997, bajo la dirección de Jeanine Anuel y publicado el mismo año bajo el sello discográfico de BMG Entertainment y Ariola Records.

## Recital Completo
- 1.	Miedo
- 2.	La garra
- 3.	Qué te pasó
- 4.	Estando aquí no estoy
- 5.	Los peces del viento
- 6.	Símbolos
- 7.	Lamento
- 8.	Labios mojados
- 9.	Babel
- 10. Olvido
- 11. Nos queremos morir
- 12. El ángel
- 13. Azul casi morado
- 14. Palomazo (Instrumental) (Improvisación sobre el tema 'Birk's Works' de Dizzy Gillespie)